# Trophée Lorenzo Bandini

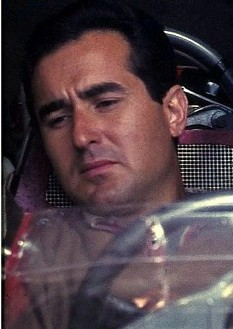
Lorenzo Bandini en 1966.

Le Trophée Lorenzo Bandini (Trofeo Lorenzo Bandini en italien) est un prix destiné généralement au pilote le plus prometteur en Formule 1 (même s'il existe plusieurs exceptions), remis par les autorités de Brisighella, en hommage à la mémoire du pilote italien Lorenzo Bandini, mort le 10 mai 1967 des suites d'un accident survenu au GP de Monaco,.

## Vainqueurs
| Années | Lauréats             |
| ------ | -------------------- |
| 1992   | Ivan Capelli         |
| 1993   | Non-attribué         |
| 1994   | Non-attribué         |
| 1995   | David Coulthard      |
| 1996   | Jacques Villeneuve   |
| 1997   | Luca di Montezemolo  |
| 1998   | Giancarlo Fisichella |
| 1999   | Alexander Wurz       |
| 2000   | Jarno Trulli         |
| 2001   | Jenson Button        |
| 2002   | Juan Pablo Montoya   |
| 2003   | Michael Schumacher   |
| 2004   | Kimi Räikkönen       |
| 2005   | Fernando Alonso      |
| 2006   | Mark Webber          |
| 2007   | Felipe Massa         |
| 2008   | Robert Kubica        |
| 2009   | Sebastian Vettel     |
| 2010   | Lewis Hamilton       |
| 2011   | Nico Rosberg         |
| 2012   | Bruno Senna          |
| 2013   | Piero Lardi Ferrari  |
| 2014   | Daniel Ricciardo     |
| 2015   | Mercedes Grand Prix  |
| 2016   | Max Verstappen       |
| 2017   | Scuderia Ferrari     |
| 2018   | Valtteri Bottas      |
| 2019   | Antonio Giovinazzi   |
| 2021   | Charles Leclerc      |
| 2022   | Kevin Magnussen      |
| 2023   | Lando Norris         |
| 2024   | George Russell       |
| 2025   | Oscar Piastri        |